# Deuben (Teuchern)
Deuben – dzielnica miasta Teuchern w Niemczech, w kraju związkowym Saksonia-Anhalt, w powiecie Burgenland.

## Geografia
Deuben leży pomiędzy miastami Weißenfels i Zeitz. Przez dzielnicę przebiega droga krajowa B91.
Do 31 grudnia 2010 była gminą, należącą do wspólnoty administracyjnej Vier Berge-Teucherner Land.